# Пиколомини
Пиколомини (на италиански: Piccolomini) е римски род, получил власт и контрол в Сиена в началото на 18 век.
През 1220 година Енгелберт д'Уго Пиколомини получава от император Фридрих II владението Монтертари във Вал д'Орче, близо до Сиена, като награда за вярната служба. В самата Сиена семейството притежава дворци и укрепени кули, както и няколко замъка на територията на Сиенската република. Благодарение на това Пиколомини получават огромно богатство и имат свои кондотиери в Генуа, Венеция, Аквилея, Триест, както и в различни градове във Франция и Германия.
Пиколомини поддържат гвелфите в конфликта с гибелините, разразяващ се в Сиена и на два пъти са гонени от града. Благодарение на Карл Анжурийски Пиколомини се връщат в Сиена и си връщат своите замъци, дворци и обширни поземлени владения.
Много представители на рода пожънват успех на църковна, военна или държавна служба. Сред тях са двама папи – Пий II (Енеа Пиколомини) и Пий III (Франческо Пиколомини), както и няколко кардинали.

## Известни представители на рода
- Енеа Силвио Пиколомини – папа
- Франческо Нанни Пиколомини – папа
- Джакомо Пиколомини (1422—1479) – кардинал
- Джовани Пиколомини (1475–1537) – папски легат, кардинал
- Алесандро Пиколомини (1508—1579) – астроном
- Франческо Пиколомини (1582—1651) – генерал на йезуитите
- Отавио Пиколомини (1599-1656) – генерал-фелдмаршал на Свещената Римска империя